# Fischbach (Lussemburgo)
Fischbach (in lussemburghese: Fëschbech) è un comune del Lussemburgo centrale. Fa parte del cantone di Mersch, nel distretto di Lussemburgo. 
Nel 2005 la città di Fischbach, capoluogo del comune che si trova al centro del suo territorio, aveva una popolazione di 178 abitanti. Le altre località che fanno capo al comune sono Angelsberg e Schoos. A Fischbach si trova il castello di Fischbach, una delle residenze private dei granduchi del Lussemburgo.